# Pyramide de Sésostris Ier
La pyramide de Sésostris Ier, de type à face lisse fut édifiée non loin de celle de son père Amenemhat Ier, à Licht en Égypte. Le corps de la pyramide était constitué de briques et recouvert d'un parement de calcaire. Elle est aujourd'hui très endommagée et difficilement discernable des collines avoisinantes. Comme à la pyramide voisine, celle d'Amenemhat Ier, le caveau est rendu inaccessible par une infiltration d'eau.

## Architecture

### Le complexe funéraire

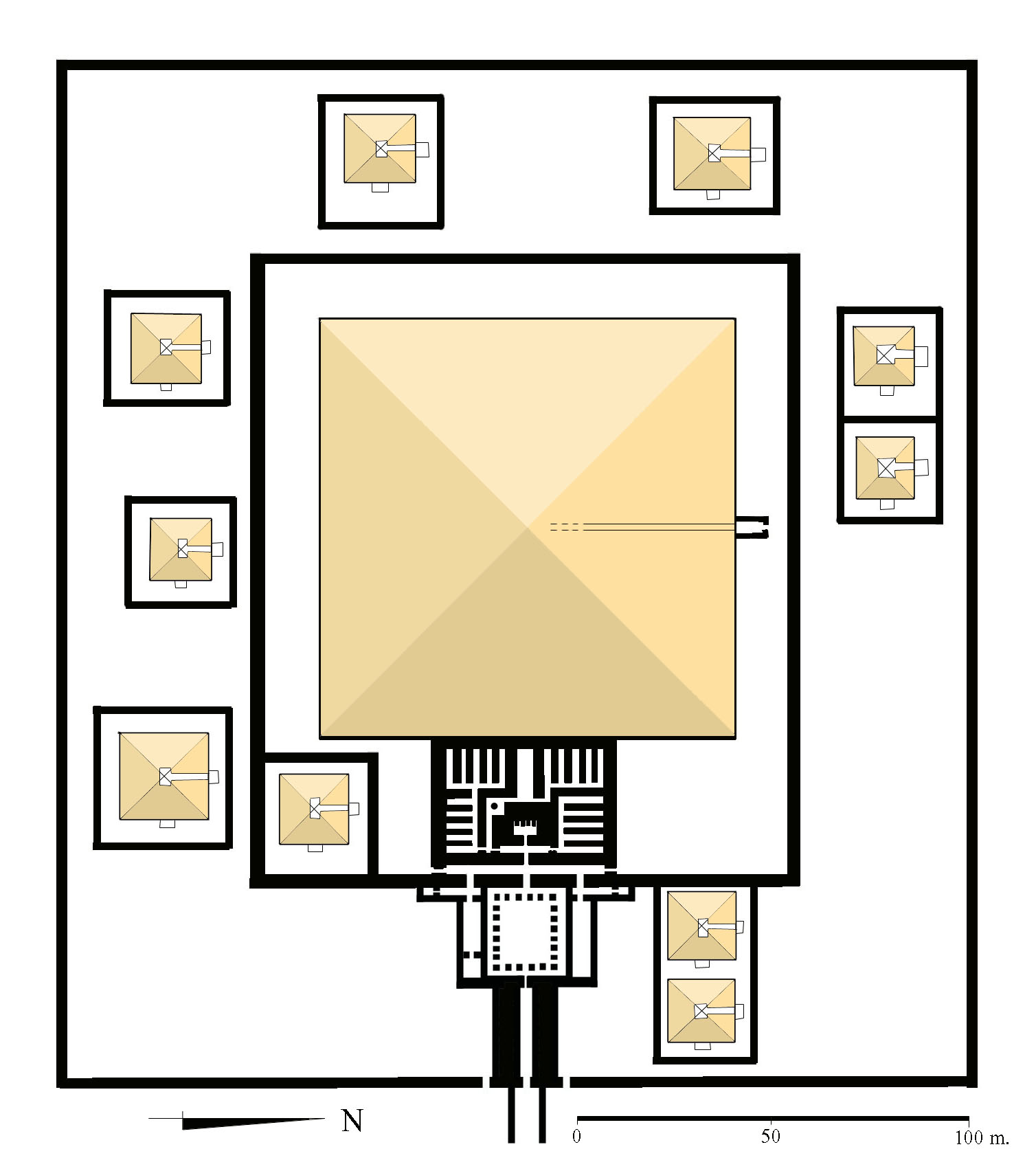
Plan du complexe funéraire de Sésostris Ier

La pyramide principale est ceinte de deux murs. Un premier en pierre qui présentait une décoration composée à intervalles réguliers des motifs du serekh et qui entourait l'ensemble du complexe, et un second mur en briques crues englobant également une bonne partie du temple funéraire et la pyramide satellite. Neuf autres pyramides de reines prenaient lieu et place entre les deux enceintes.
Le plan du complexe est très nettement inspiré, à l'instar du complexe d'Amenemhat Ier, des complexes funéraires royaux de l'Ancien Empire et plus particulièrement de ceux de la VIe dynastie tel le complexe funéraire de Pépi II. En effet, l'entrée de la pyramide se situe au nord de celle-ci, dissimulée dans une petite chapelle.
Le temple funéraire est accolé contre la face est de la pyramide et son plan d'ensemble suit scrupuleusement les règles. La partie publique est accessible depuis la chaussée. On pénétrait dans un long vestibule menant à une cour bordée par un portique dont le toit était soutenu par vingt-quatre piliers. Une ouverture pratiquée dans le mur ouest permettait l'accès à la partie du temple réservée au culte funéraire et située à l'intérieur de la seconde enceinte. On y trouvait, au centre, des niches à statues et tout autour de multiples magasins disposés en dents de peigne. Le sanctuaire se trouvait dans la partie la plus à l'ouest du temple, au pied de la pyramide.
Le temple de la vallée n'a jamais été retrouvé mais des éléments de la chaussée reliant les deux temples ont pu être relevés. Celle-ci était composée de deux murs décorés et espacés de 5,35 mètres. 

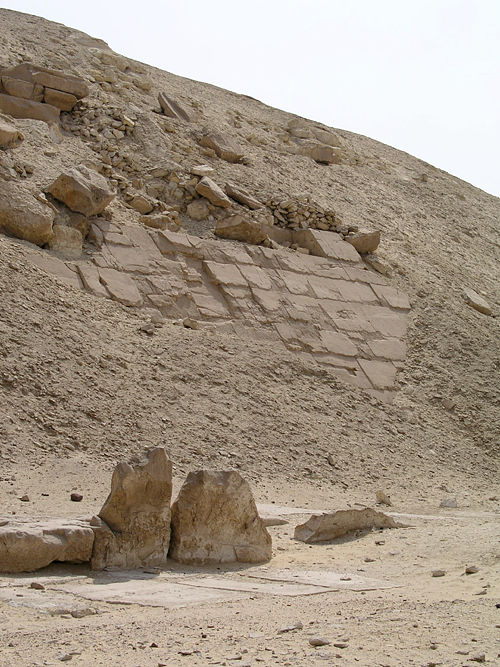
Vestiges du revêtement de la pyramide
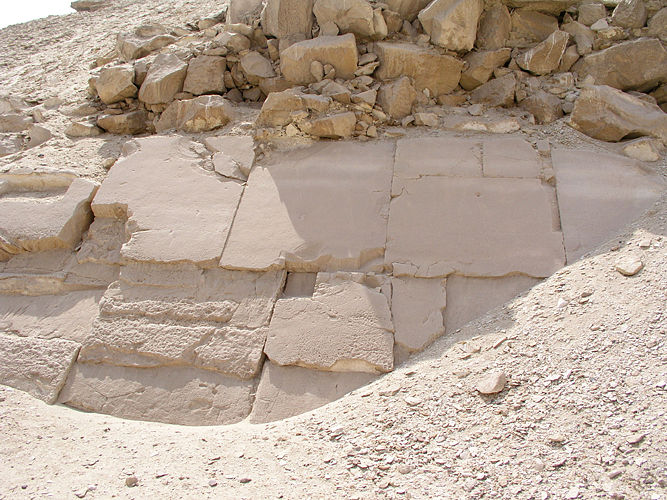
Vestiges du revêtement de la pyramide
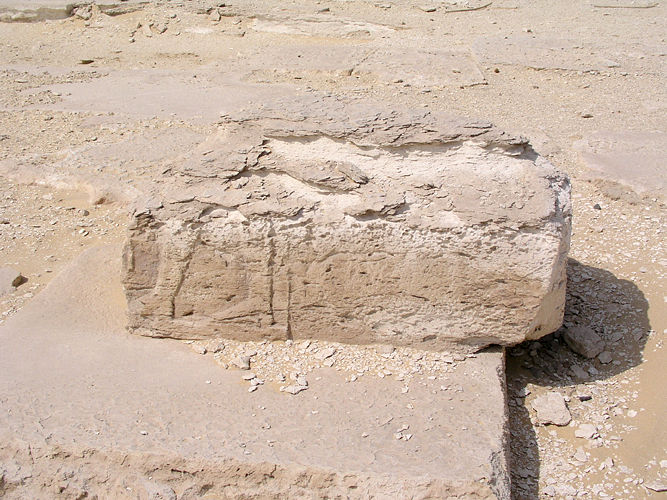
Fragment du temple funéraire
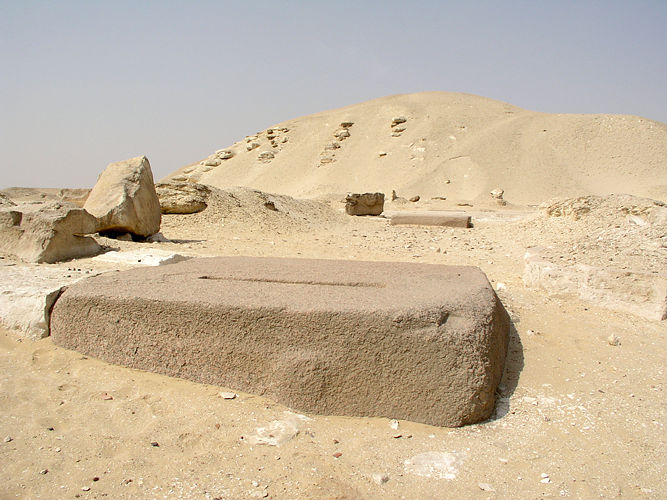
Vestiges de la chaussée

### La pyramide

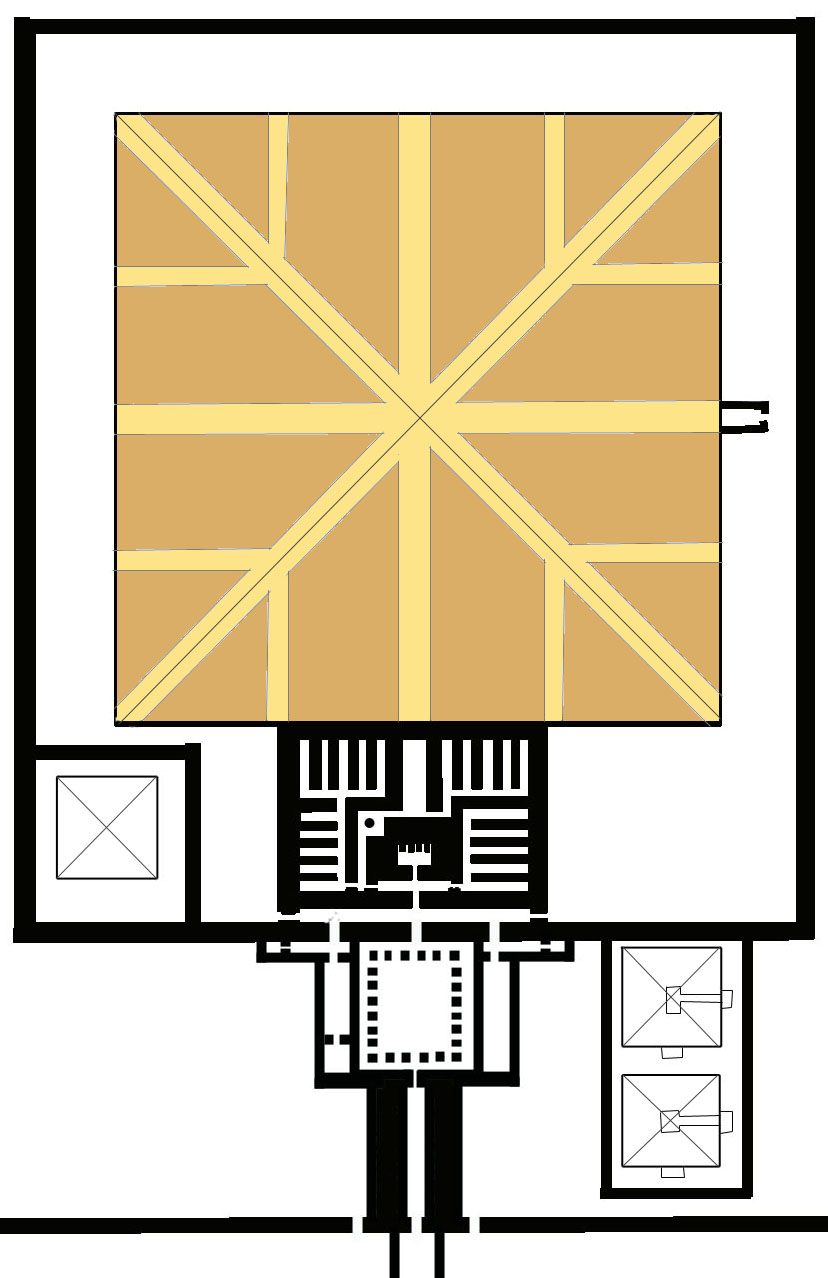
Structure armée avec murs croisés de la pyramide de Sésostris Ier

La superstructure de la pyramide de Sésostris Ier reprend le principe inauguré à celle de son prédécesseur Amenemhat Ier, celui des murs de refend, croisés de manière à former des compartiments que les Égyptiens remplissent de blocailles et de briques. La masse est ensuite recouverte d'un parement de calcaire fin de Tourah dont il ne subsiste presque plus rien.
Les infrastructures étaient accessibles par l'entrée située, comme il était de coutume jusqu'alors, au pied de la face nord du monument, à l'intérieur de la chapelle funéraire. Il fallait alors descendre un long couloir, d'une section carrée de 0,95 mètre et incliné de 25° environ, aujourd'hui encore obstrué sur plus de quinze mètres par des blocs de granit. Ce système de protection fut aisément déjoué par les voleurs qui n'eurent qu'à creuser dans les murs latéraux, construits en calcaire. Une fois passé ces obstacles, il leur suffît de continuer dans la même direction puisque le couloir, maçonné cette fois en granit, n'était plus protégé.
Cependant, l'exploration est aujourd'hui empêchée à quelques mètres par l'inondation des souterrains. L'infiltration d'eau, comme à la pyramide d'Amenemhat Ier, est due à la présence d'une nappe phréatique. Une autre percée, menée par des spoliateurs, fut entreprise à partir de la face sud du monument. Celle-ci, s'enfonçant sous le corps de la pyramide, disparait également sous les eaux. On ne sait donc pas si le souverain fut jamais inhumé ici et s'il y repose encore.

## Les marques de construction

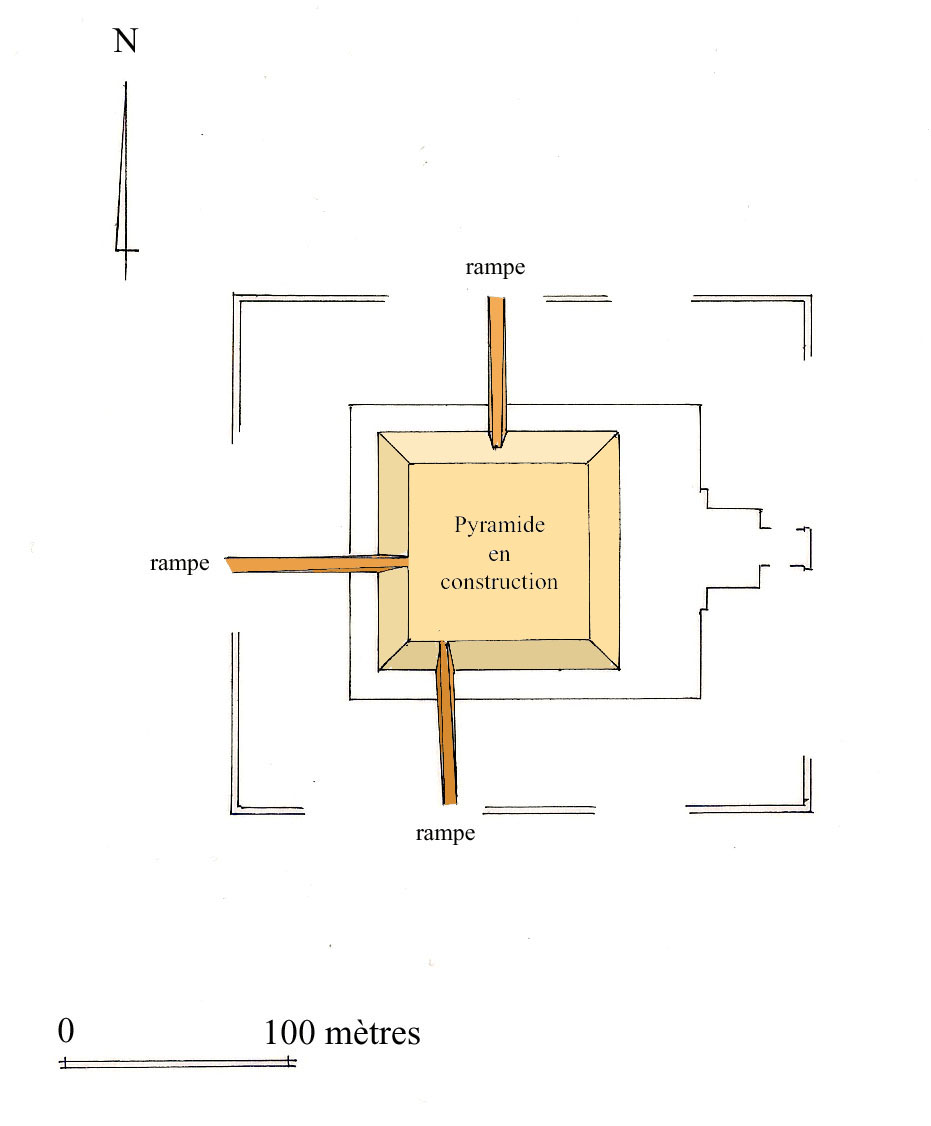
Système des rampes du complexe funéraire de Sésostris Ier

Le complexe funéraire de Sésostris Ier est le seul monument de ce type à avoir laissé de nombreux indices nous permettant d'éclaircir un peu plus le mystère de leur construction. Des traces de nombreuses carrières ont été relevées ainsi que les vestiges de rampes ayant servi à acheminer et élever les matériaux. Deux carrières de pierres calcaires se situaient aux alentours du chantier. Deux autres chantiers permettaient pour l'un, l'exécution des blocs de granite d'Assouan et pour l'autre, l'exécution des pierres de calcaire de Tourah. Les rampes, quant à elles, étaient constituées de deux murs latéraux en briques crues dont l'intervalle était rempli de divers matériaux de remploi. Ces rampes étaient armées par de longues pièces de bois, récupérées sur des bateaux en fin de vie.

## Particularités du complexe funéraire
- La superstructure de la pyramide est armée de murs croisés ;
- Le caveau de la pyramide n'a jamais été découvert ;
- Le nombre exceptionnel de pyramides subsidiaires.